# Накамура, Кэндзо
Кэндзо Накамура (яп. 中村 兼三 Накамура Кэндзо, 18 октября 1973 года, Фукуока, Япония) — японский дзюдоист, обладатель 7-го дана Кодокан, чемпион Олимпийских игр, двукратный чемпион мира в личном первенстве, двукратный чемпион Азии, четырёхкратный чемпион Японии. Младший брат чемпиона мира по дзюдо Ёсио Накамуры и серебряного призёра Олимпийских игр 1996 года Юкимасы Накамуры.

## Биография
Родился в семье владельца продуктового магазина в 1973 году. С 5 лет начал посещать занятия по дзюдо вместе со старшими братьями. В 1984 году, под впечатлением победы Ясухиро Ямаситы на олимпийских играх, стал заниматься с большим усердием.
В 1993 году завоевал бронзовую медаль чемпионата Японии, также третье место занял на турнире Sungkop Tournament в Сеуле и победил на турнире Kodokan Cup в Токио. В 1994 повторил результат на чемпионате Японии, также третьим остался на турнирах Tournoi de Paris и Matsutaro Shoriki и победил на открытом чемпионате Бельгии. В 1995 году поднялся на второе место в чемпионате Японии, завоевал серебряные медали на Кубке Чехии и турнире серии «А» в Будапеште, после чего началась череда побед: на Универсиаде 1995 года, чемпионате Азии, турнире Kodokan Cup, в 1996 году на турнире Tournoi de Paris и на чемпионате Японии.
Был, вместе со своими старшими братьями, выбран для участия Летних Олимпийских играх 1996 года в Атланте. В его категории до 71 килограмма боролись 35 дзюдоистов. Борец, победивший во всех схватках группы выходил в финал, где встречался с борцом из другой группы. Проигравшие финалистам, начиная с четвертьфинала, встречались в «утешительных» схватках, по результатам которых определялись бронзовые призёры.
Молодой японский борец первые три встречи закончил досрочно: броском через спину, удушающим приёмом (Накамура вообще отличался отличной техникой в партере и частности умением делать удушения) и подхватом. В полуфинале Накамура победил благодаря нескольким предупреждениям, полученным соперником. Финальная схватка стала оказалась очень напряжённой, никто не смог провести оцененных действий, и японский борец победил только на основании предпочтения судей. При этом, почти всю схватку Накамура проигрывал из-за предупреждения за пассивное ведение борьбы. Но за три секунды до конца встречи его оппонент получил предупреждение за запрещённое действие. В результате была зафиксирована ничья, и судьи со счётом 2 — 1 отдали победу Накамуре.
| Круг  | Соперник           | Страна           | Итог   | С оценкой             | Продолжительность |
| ----- | ------------------ | ---------------- | ------ | --------------------- | ----------------- |
| 1/8   | Томас Шлейхер      | Австрия          | Победа | иппон (Сэойнагэ)      | 3:58              |
| 1/6   | Абдельхаким Харкат | Алжир            | Победа | иппон (Санкаку-дзимэ) | 3:29              |
| 1/4   | Мартин Шмидт       | Германия         | Победа | иппон (Ути Мата)      | 0:45              |
| 1/2   | Халиуны Болдбаатар | Монголия         | Победа | кей-коку              | 5:00              |
| Финал | Квак Тхэ Сон       | Республика Корея | Победа | юсей-гати             | 5:00              |

В 1997 году стал чемпионом мира; также был вторым на чемпионате Японии и на Играх Южной Азии. В 1998 году был вторым на Tournoi de Paris, вторым на Азиатских Играх, стал чемпионом мира в команде и чемпионом Японии. В 1999 году подтвердил звание сильнейшего в стране. В 2000 году победил на чемпионате Азии, чемпионате Японии, международных турнирах в Москве и Париже.
Участвовал в Летних Олимпийских играх 2000 года в Сиднее. В его категории до 73 килограммов боролись 36 дзюдоистов.
На этот раз Кэндзо Накамуре не удалось выступление на играх. В четвертьфинале он проиграл корейскому борцу, сумевшему провести переднюю подножку с переходом на удержание. Накамура был побеждён также в утешительной встрече и остался лишь девятым.
| Круг                 | Соперник       | Страна                    | Итог      | С оценкой                                       | Продолжительность |
| -------------------- | -------------- | ------------------------- | --------- | ----------------------------------------------- | ----------------- |
| 1/16                 | Клаудиу Баштеа | Румыния                   | Победа    | вадза ари (Сукуи Нагэ )                         | 5:00              |
| 1/8                  | Ярослав Левак  | Польша                    | Победа    | иппон (Санкаку-дзимэ)                           | 3:39              |
| 1/4                  | Чой Ён Син     | Республика Корея          | Поражение | иппон (Тай Отоси → Кэса-Гатамэ)                 | 1:25              |
| Утешительная встреча | Джимми Педро   | Соединённые Штаты Америки | Поражение | вадза ари авасэтэ иппон (О-ути гари + кей коку) | 3:17              |

С 2001 года боролся уже в категории до 81 килограмма, стал победителем Tournoi de Paris, остался вторым на чемпионате Японии, на чемпионате мира был лишь пятым и победил на Кубке Президента России. В 2002 году был третьим на турнирах	German World Open и Jigoro Kano, а затем победил на чемпионате Японии и завоевал второе звание чемпиона мира в личном первенстве. В 2003 году стал победителем турниров Jigoro Kano и Tournoi de Paris, остался вторым на чемпионате Японии, третьим на Кубке Кодокан и вновь победил на Кубке Президента России.
В 2004 году оставил спортивную карьеру.
С 1992 года обучался в университете Tokai University в Токио. По его окончании в 1996 году поступил на работу в компанию Asahi Kasei. С 2004 года работает в этой компании тренером команды; также привлекался к работе со сборными Японии.